# Ukemochi
Ukemochi (jap. 保食神 Ukemochi-no-kami), zwana także Ōgetsu-hime (jap. 大宜都比売神 Ōgetsu-hime-no-kami; Dziewoja w Której się Poczyna Wielkie Jadło) lub Toyouke (jap. 豊受姫神 Toyouke-hime-no-kami) – bogini żywności w japońskiej religii shintō.
Zgodnie z treścią Nihon-shoki (Nihongi, „Kroniki japońskie”), została zabita przez boga Tsukuyomi po tym, jak próbowała ugościć go zwymiotowanym przez siebie pożywieniem. Po jej śmierci bogini Amaterasu zesłała na ziemię swego posłańca Amekumabito, który zobaczył, iż z głowy Toyouke powstały wół i koń, z czoła proso, z brwi jedwabniki, z brzucha ryż, a z dróg rodnych fasola i pszenica. Amekumabito zaniósł Amaterasu rzeczy, które zrodziły się z martwego ciała bogini, a ta podarowała je ludziom.
Zgodnie z treścią Kojiki („Kojiki czyli Księga dawnych wydarzeń”), Ukemochi została zabita przez boga Susanoo. Susanoo widząc, że bogini wydobywa z nosa, ust i odbytu rozmaite smakołyki uznał, że częstuje go skalanym pożywieniem i bez namysłu ją zabił. Chwilę po zabójstwie zjawił się Kamimusubi i stwierdził, że w głowie zabitej poczęły się jedwabniki, w oczach ziarna ryżu, w uszach proso, w nosie czerwona fasola, w łonie kłosy żyta, a w odbycie ziarna soi. Rozkazał zabrać ziarna i przeznaczyć na nasiona. Następnie bogini poślubiła Hayamato (Obdzielający Rozwojem), z którym mają ośmioro potomstwa.
Głównym miejscem jej kultu jest przybytek w zewnętrznej części (Gekū) chramu Ise-jingū. Toyouke często utożsamiana jest z bogiem Inari (lub uważana za jego żonę) i czczona w jego licznych chramach.